# Kristin Griffith
Kristin Griffith (Odessa, Texas 7 de setembre de 1953) és una actriu texana de cinema, televisió i teatre. Es va criar a Midland (Texas) però el 1971 es va traslladar a Nova York. Va debutar al cinema amb a la pel·lícula dramàtica de Woody Allen Interiors (1978), amb Geraldine Page, Diane Keaton, Mary Beth Hurt i Richard Jordan, fent de Flyn, una actriu vanitosa de pel·lícules de baixa qualitat. Va tenir papers a pel·lícules com ara Els europeus (1979), King of the Hill (1993), Fred al juliol (2014), Ben is Back (2018) i The Devil All the Time (2020). També ha aparegut en nombroses sèries de televisió en papers episòdics com ara Law & Order, Succession i The Deuce.
Es va casar amb el també actor Peter Maloney el 1982, amb qui té un fill i una filla. Ha viscut a Nova York però va estar durant un breu període vivint a Los Angeles.

## Filmografia

### Cinema
| Any  | Títol                   | Paper             | Notes        |
| ---- | ----------------------- | ----------------- | ------------ |
| 1978 | Interiors               | Flyn              |              |
| 1979 | Els europeus            | Lizzie Acton      |              |
| 1993 | King of the Hill        | Sra McShane       |              |
| 1998 | Tis the Season          | Tieta Katie       |              |
| 2000 | Calling Bobcat          | Sra Marshall      |              |
| 2001 | Revolution #9           | Gale              |              |
| 2014 | Fred al juliol          | Kay               |              |
| 2015 | Smile Back              | Infermera Pauline |              |
| 2016 | Drawing Home            | Jean Caird        |              |
| 2018 | Limit of Wooded Country | Joan              | Curtmetratge |
| 2018 | Ben Is Back             | Sra Crane         |              |
| 2018 | Bennifer                | Anne              | Curtmetratge |
| 2020 | The Devil All the Time  | Emma Russell      |              |

### Televisió
| Any       | Títol                                       | Paper                                         | Notes      |
| --------- | ------------------------------------------- | --------------------------------------------- | ---------- |
| 1979      | Flesh & Blood                               | Michelle                                      | Telefilm   |
| 1980      | Jake's Way                                  | Luana Taylor                                  | Telefilm   |
| 1981      | CHiPs                                       | Terri King Neely                              | 1 episodi  |
| 1982      | House Calls                                 |                                               | 1 episodi  |
| 1985      | American Playhouse                          | Lizzie Acton                                  | 1 episodi  |
| 1985      | Hometown                                    | Lynda                                         | 1 episodi  |
| 1986      | Kay O'Brien                                 | Paula                                         | 1 episodi  |
| 1991      | In the Line of Duty: Manhunt in the Dakotas |                                               | Telefilm   |
| 1993      | Gregory K                                   | Elizabeth Russ                                | Telefilm   |
| 1997      | Rose Hill                                   | Annie                                         | Telefilm   |
| 1998      | The Long Way Home                           | Bonnie Gerrin                                 | Telefilm   |
| 2000      | Wonderland                                  | Carolina Rickle                               | 1 episodi  |
| 2002      | Ed                                          | Barbara Jerricho                              | 1 episodi  |
| 2005      | Third Watch                                 | Mare de Stevie                                | 1 episodi  |
| 2008      | New Amsterdam                               | Sra Carlton                                   | 1 episodi  |
| 2008      | As the World Turns                          | Sra Dunn                                      | 1 episodi  |
| 1995–2008 | Law & Order                                 | Dr Martha Landry / Brenda Lucas / Clara Brock | 3 episodis |
| 2004–2008 | Law & Order: Criminal Intent                | Srta Bradley / Sra Norman                     | 2 episodis |
| 2010      | Las & Order: Special Victims Unit           | Joyce Hingham / Sra Foster                    | 2 episodis |
| 2011      | Blue Bloods                                 | Laura Gates                                   | 1 episodi  |
| 2016      | CoExisting                                  | Judi                                          | Telefilm   |
| 2018      | Succession                                  | Sra Wambsgans                                 | 2 episodis |
| 2019      | The Deuce                                   | Phyllis Lang                                  | 1 episodi  |
| 2020      | Big Dogs                                    | Mare de Renny                                 | 1 episodi  |